# Novembre 1895

## Événements
- Vladimir Ilitch Oulianov (Lénine) fédère les marxistes de Saint-Pétersbourg (Union de lutte pour la libération de la classe ouvrière).

- 1er novembre, France : gouvernement Léon Bourgeois (fin le 23 avril 1896).

- 8 novembre : la Russie, la France et l’Allemagne font pression pour que le Japon restitue le Liaodong à la Chine contre une forte indemnité en or.

- 12 novembre :
  - Les Britanniques obtiennent la démission de Nubar Pacha, le chef du gouvernement. Le Khédive Abbas II Hilmi est forcé de prendre pour ministre Mustafa Fahmi Pacha, homme jugé plus docile, l’occupation britannique apparaît définitive.
  - Fondation de l’Automobile Club de France, association créée par le marquis Jules-Albert de Dion et le baron de Zuylen, dans le but de faire connaître le monde automobile. L'Automobile-Club organise de nombreuses courses et fut le créateur du premier Grand Prix de l'histoire automobile en 1906, avec le Grand Prix de l'Automobile-Club de France.

- 28 novembre :
  - À la suite du décès du Grand Mufti d’Égypte, cheikh Al-Mahdî, cheikh Hassûnah An-Nawâwî est choisi pour lui succéder, et, conservant ses fonctions de recteur de la Mosquée al-Azhar, il cumule donc les deux postes religieux les plus importants du pays.
  - Le concours du Chicago Times Herald est l'une des premières courses automobiles aux États-Unis, de Chicago à Evanston, un aller-retour de 85 km.

## Naissances
- 4 novembre : Herman Kristoffersson, cavalier suédois de voltige en cercle († 23 avril 1968)
- 6 novembre : Joseph Leonard O'Brien, lieutenant-gouverneur du Nouveau-Brunswick
- 15 novembre : Olga Nikolaïevna, grande-duchesse de Russie, fille aînée de Nicolas II († 17 juillet 1918).
- 16 novembre : Paul Hindemith, compositeur († 28 décembre 1963).
- 25 novembre : 
  - Adrienne Bolland, aviatrice française célèbre pour avoir été la première au monde à effectuer la traversée par avion d'une partie de la Cordillière des Andes († 18 mars 1975).
  - Edward Dwyer, soldat de l'Armée Britannique († 3 septembre 1916).
- 26 novembre : Björn Ólafsson, homme politique islandais († 11 octobre 1974).

## Décès
- 19 novembre : Lucien-Louis Bonaparte, cardinal français (° 15 novembre 1828).
- 20 novembre : Jean-François Florent Seigland, général de brigade français (° 1er août 1825).
- 27 novembre : Alexandre Dumas fils, écrivain français.